# Cleome drepanocarpa
Cleome drepanocarpa är en paradisblomsterväxtart som beskrevs av Oskar Schwartz. Cleome drepanocarpa ingår i släktet paradisblomstersläktet, och familjen paradisblomsterväxter. Inga underarter finns listade i Catalogue of Life.